# 假羽白背委陵菜
假羽白背委陵菜（学名：Potentilla hypargyrea var. subpinnata）为蔷薇科委陵菜属下的一个变种。

## 扩展阅读
- 維基物種上的相關：假羽白背委陵菜